# تودموردن
latitudeتودموردنlongitudeتودموردن
تودموردن (به انگلیسی: Todmorden) یک شهرک در بریتانیا است که در انگلستان واقع شده‌است.

## خصوصیات
تودموردن ۱۴٬۹۴۱ نفر جمعیت دارد.

## خواهرخوانده
شهرهای Roncq و برامشه خواهرخوانده‌های تودموردن هستند.